# Sollerödräkten

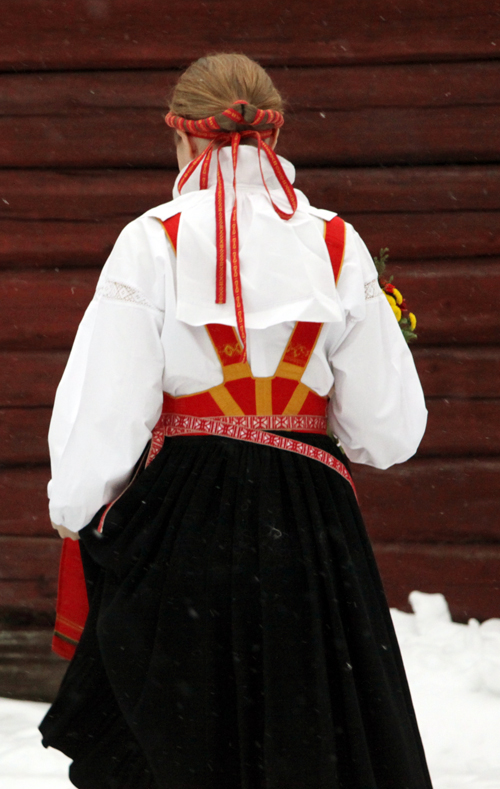
Sollerödräkten

Sollerödräkten är en folkdräkt som har sitt ursprung i Moradräkten. 
Sollerö socken tillhörde fram till 1775 Mora, och dräktskicken har stora likheter med varandra. Vissa skillnader har dock utvecklats. På Sollerön bär männen vita och blå livstycken, inte gröna som i Mora. En mörk långrock, liknande de Rättvik och Leksand förekommer även vid sidan om den ljusa rocken. Förklädena är av samma färgschema som i Mora med grönt till vardags, rött vid stor högtid, blått till allvarshögtider och svart till sorg, men färgvariationerna och mönstringen skiljer något åt.